# Sidney James (cầu thủ bóng đá)
Sidney James (1891 - 9 tháng 4 năm 1917) là một cầu thủ bóng đá người Anh thi đấu ở vị trí tiền đạo trung tâm thi đấu ở Football League cho Huddersfield Town.

## Thống kê sự nghiệp
| Câu lạc bộ          | Mùa giải            | Giải quốc nội       | Giải quốc nội | Giải quốc nội | Cúp quốc gia | Cúp quốc gia | Tổng    | Tổng      |
| Câu lạc bộ          | Mùa giải            | Hạng đấu            | Số trận       | Bàn thắng     | Số trận      | Bàn thắng    | Số trận | Bàn thắng |
| ------------------- | ------------------- | ------------------- | ------------- | ------------- | ------------ | ------------ | ------- | --------- |
| Huddersfield Town   | 1913-14             | Second Division     | 9             | 2             | 2            | 0            | 11      | 2         |
| Huddersfield Town   | 1914-15             | Second Division     | 3             | 0             | 0            | 0            | 3       | 0         |
| Tổng cộng sự nghiệp | Tổng cộng sự nghiệp | Tổng cộng sự nghiệp | 12            | 2             | 2            | 0            | 14      | 2         |